# Tiêu dùng tự sinh
Tiêu dùng tự sinh (hay tiêu dùng ngoại sinh) là chi tiêu xảy ra khi các mức thu nhập bằng 0. Tiêu dùng như vậy được coi là tự sinh của thu nhập chỉ khi chi tiêu cho những thứ có thể tiêu dùng này không thay đổi theo những thay đổi về thu nhập; nói chung, nó có thể là bắt buộc để tài trợ cho những nhu cầu thiết yếu và các nghĩa vụ nợ. Nếu các mức thu nhập là thực sự bằng 0 thì tiêu dùng này được tính như là tiêu xài tiền tiết kiệm, do nó được hỗ trợ tài chính bởi các khoản vay mượn hoặc tiêu xài những khoản tiền đã tiết kiệm được. Tiêu dùng tự sinh trái với tiêu dùng cảm sinh ở chỗ nó không dao động mang tính chất hệ thống theo thu nhập, trong khi tiêu dùng cảm sinh thì dao động theo. Đối với mọi hộ gia đình thì hai loại tiêu dùng này có liên quan với nhau, thông qua hàm tiêu dùng:
{\displaystyle C=c_{0}+c_{1}Y_{d}}
Trong đó 
- C = tổng tiêu dùng,
- c0 = tiêu dùng tự sinh (c0 > 0),
- c1 = biên khuynh hướng tiêu dùng (gradient của tiêu dùng cảm sinh) (0 < c1 < 1), và
- Yd = thu nhập tùy dụng (thu nhập sau khấu trừ thuế, các phúc lợi và các khoản chuyển chi).